# Louise Marie Thérèse d’Artois

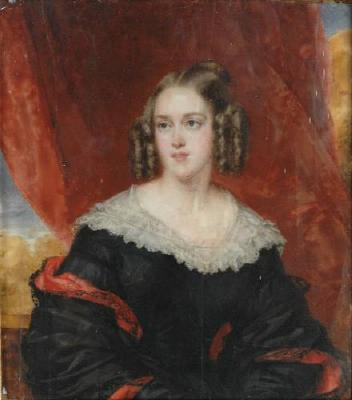
Louise Marie Thérèse d'Artois

Louise Marie Thérèse d'Artois, königliche Prinzessin von Frankreich (* 21. September 1819 in Paris, L'Élysée-Bourbon; getauft 16. Dezember 1819 in der Kapelle des Palais des Tuileries; † 1. Februar 1864 in Venedig), war eine Prinzessin aus dem Hause Bourbon, durch Heirat Herzogin von Parma sowie nachmals Regentin des Herzogtums Parma.

## Leben

### Herkunft und Kindheit
Prinzessin Louise war die einzige überlebende Tochter von Charles Ferdinand de Bourbon, Herzog von Berry (1778–1820) und seiner Gattin Prinzessin Maria Karolina von Neapel-Sizilien (1798–1870), Tochter von König Franz I. und seiner ersten Gattin Erzherzogin Maria Klementine von Österreich. Im Februar 1820 wurde ihr Vater angesichts Hunderter Augenzeugen auf den Treppen der damaligen Pariser Oper (Salle Montansier, rue de la Loi, heute square Louvois) von dem ehemaligen königlichen Sattler und Bourbonenhasser, Louis-Pierre Louvel, tödlich verwundet. Louises Mutter gebar sieben Monate nach der Ermordung ihres Mannes den Sohn Henri d’Artois (1820–1883).
Nach der Julirevolution von 1830 flüchtete Herzogin Marie Caroline mit der königlichen Familie und ihren beiden Kindern nach Schottland. 1832 kehrte sie nach Paris zurück, um die Krone für ihren Sohn wiederzugewinnen. Das Unternehmen misslang und die Herzogin von Berry wurde in Blaye bei Bordeaux verhaftet.
Nachdem ihre am 14. Dezember 1831 geheim in Rom geschlossene Ehe mit dem nicht ebenbürtigen Grafen Ettore Lucchesi Palli, Herzog della Grazia (1806–1864), bekannt geworden war, wurde sie im Juni 1833 freigelassen, da sie der französischen Regierung nicht länger gefährlich werden konnte. Im gleichen Jahr fand sie mit ihrem zweiten Gatten Aufnahme in Österreich.

### Trennung von der Mutter und Heirat
Karl X. von Frankreich verweigerte seiner ehemaligen Schwiegertochter die Herausgabe ihrer beiden Kinder, da diese dem Anspruch seines einzigen Enkelsohns Henri als Thronprätendent im Wege stand und er nicht um Erlaubnis zur Eheschließung gebeten worden war. Die Erziehung von Louise und Henri übernahm stattdessen deren kinderlose Tante, die Herzogin Marie Thérèse von Angoulême, die zu den beiden Kindern ein inniges Vertrauensverhältnis aufbaute.
1836 starb Karl X. im Exil in Görz und der Herzog von Angoulême nahm nun dort mit seiner Frau und den Kindern seines Bruders seinen Sitz. Nach seinem Tod 1844 erwarb Herzogin Marie Thérèse Schloss Frohsdorf als Wohnsitz, wo am 10. November 1845 die Hochzeit der bereits 26 Jahre alten Prinzessin Louise mit dem Erbherzog von Parma, Ferdinand Karl (1823–1854), stattfand.

### Herzogin von Parma
Am 14. März 1849 hatte Herzog Karl II. von Parma nach den revolutionären Erhebungen zugunsten seines einzigen Sohnes die Regierung niedergelegt. Im August 1849 zog Louise mit ihrem Gemahl Karl III. unter dem Schutz österreichischer Truppen in Parma ein, wo der Herzog ein reaktionäres Willkürregime errichtete. Alle Teilnehmer am Aufstand wurden bestraft. Die Aufständischen wurden nach einem kurzen Verfahren hingerichtet, andere ausgepeitscht. Das Land erhielt eine strenge Polizeikontrolle und dauerhafte österreichische Besatzung. Das machte den Herzog derart verhasst, dass er im März 1854 in Parma einem Attentat zum Opfer fiel. Er erlag am 27. März den Verletzungen durch Dolchstiche, die ihm am Vortag von einem Unbekannten auf offener Straße beigebracht worden waren. Louise verlor damit nach ihrem Vater nun auch ihren Ehemann durch ein Attentat.

### Regentin des Herzogtums Parma

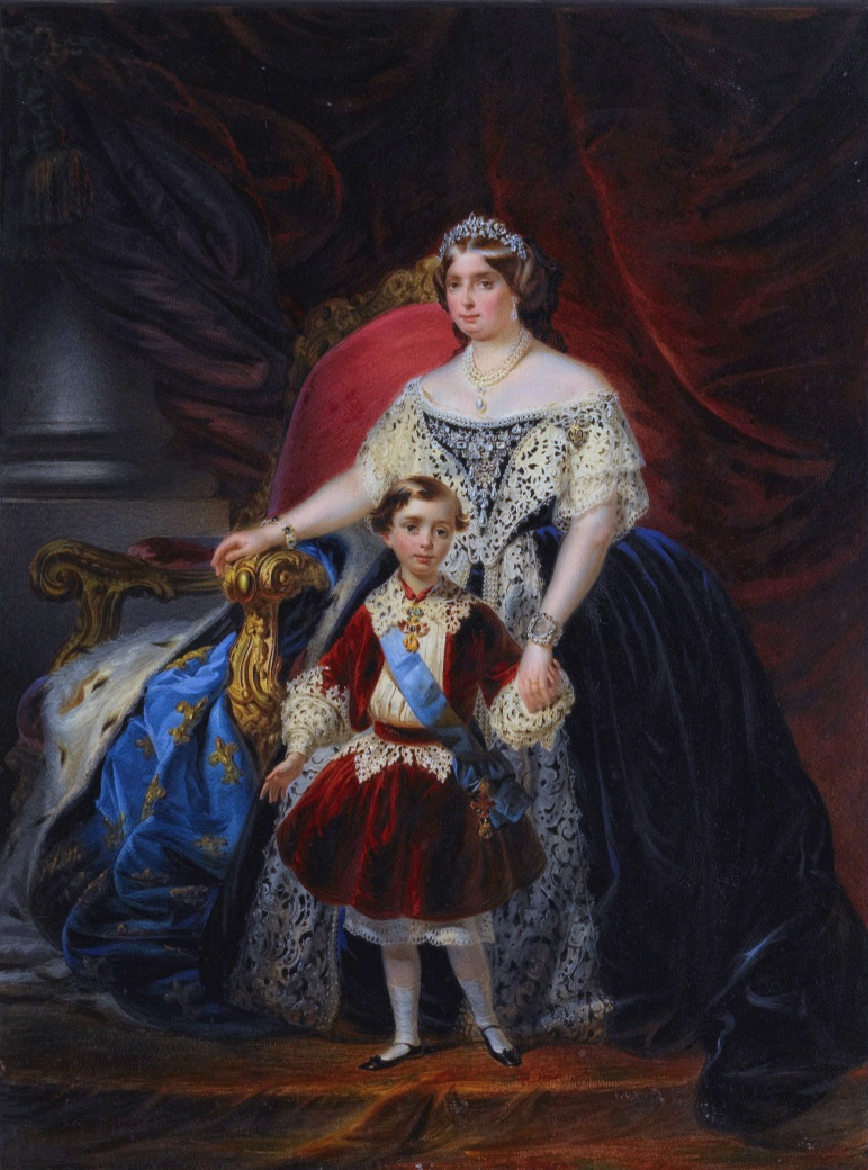
Louise als Regentin von Parma mit dem unmündigen Herzog Robert I. (1854)

Für den noch unmündigen Thronerben, Louises ältesten Sohn, der 1854 als neuer Herzog Robert I. proklamiert wurde, übernahm Louise die Regierung. Im Frühjahr 1857 verließen die Österreicher das Herzogtum, nur Piacenza blieb vertragsmäßig von ihnen besetzt. Beim Ausbruch der italienischen Bewegung von 1859 forderte das Volk in Parma den Anschluss an Sardinien-Piemont. Als am 30. April selbst die Offiziere der Truppen Parmas die Regentin ersuchten, offen gemeinschaftliche Sache mit Viktor Emanuel zu machen, verließ dieselbe, um ihre Neutralität bewahren zu können, mit ihrem Sohn das Land und begab sich nach Mantua. Kaum war sie abgereist, als sich der größte Teil der Truppen und fast die gesamte Bevölkerung für die unmittelbare Vereinigung mit Sardinien-Piemont erklärten. Nur ein kleiner Teil des parmesanischen Truppenkorps war für die Aufrechterhaltung der Selbständigkeit und rief am 4. Mai 1859 die Herzogin zurück. Dieselbe leistete der Aufforderung sofort Folge und ließ die Nationalgarde entwaffnen, suchte aber im Übrigen ihre Neutralität streng zu wahren. Ein Teil des Herzogtums empörte sich jedoch und wurde im Namen Viktor Emanuel II. vom General Ribotti besetzt. Am 27. Mai wurden die Kinder der Herzogin in die Schweiz gebracht, und als die Österreicher nach der Schlacht von Magenta Anstalt trafen, Piacenza zu räumen, entband die Regentin am 9. Juni ihre Truppen des Eides der Treue und reiste noch an demselben Tag nach der Schweiz ab. Die bereits am 8. Juni in der Stadt Parma konstruierte revolutionäre Behörde wählte hierauf eine provisorische Regierung von drei Mitgliedern, und diese ersuchte nun Viktor Emanuel, die Regierung des Herzogtums zu übernehmen. Bereits am 16. Juni kam der von der sardinischen Regierung ernannte Gouverneur an.

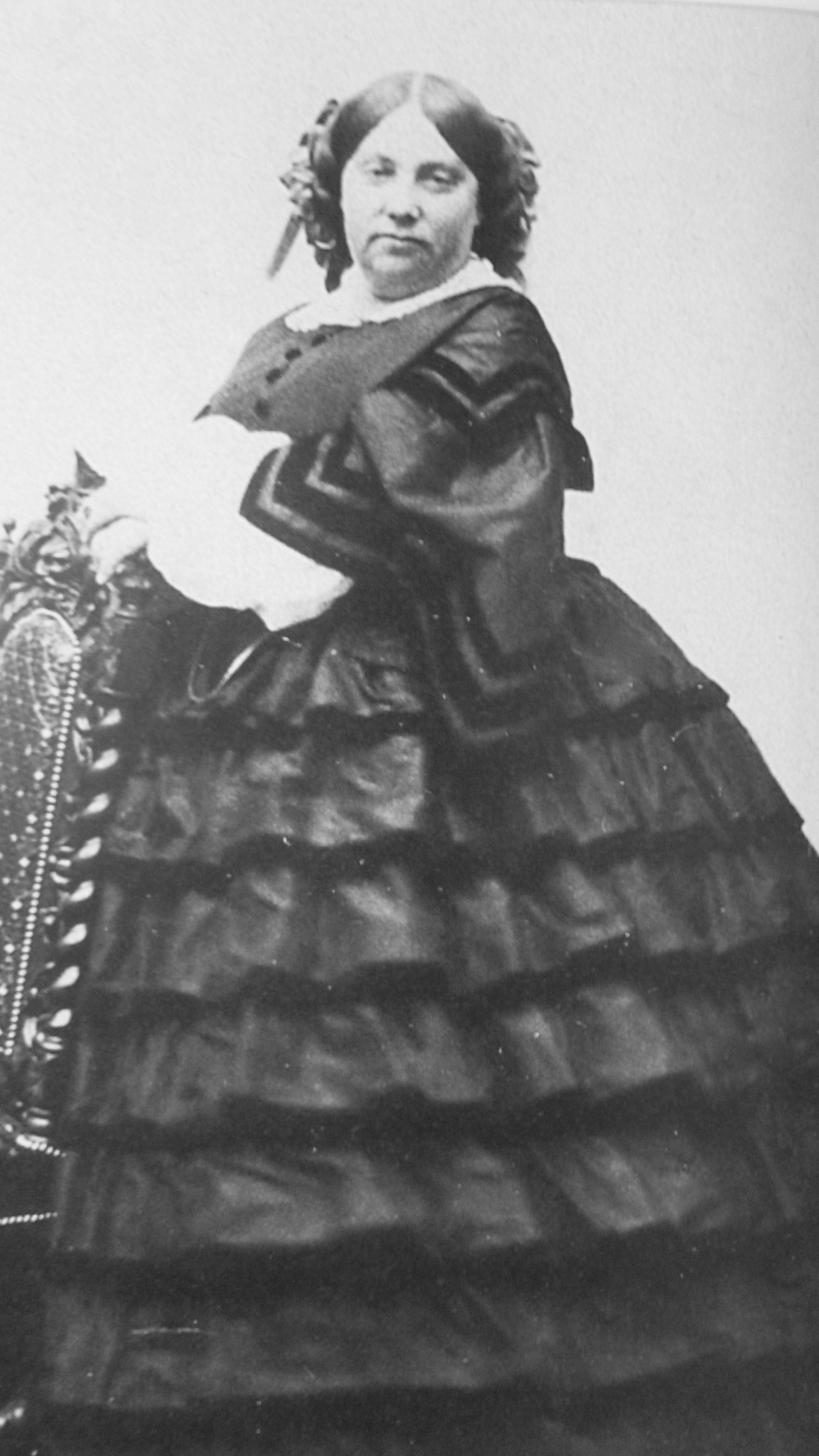
Louise Marie Thérèse

Am 15. September 1859 wurde die Dynastie Bourbon in Parma offiziell für abgesetzt erklärt. Durch Dekret vom 18. März 1860, nach einer allgemeinen Volksabstimmung über die Vereinigung Parmas mit Sardinien-Piemont, erfolgte hierauf der Anschluss Parmas an das Königreich Sardinien.
Herzogin Louise starb am 1. Februar 1864 im Alter von 44 Jahren in Venedig. Sie wurde im Kloster Kostanjevica im damals österreichischen Görz in Slowenien beigesetzt, der Grablege der exilierten französischen Bourbonen seit der Julirevolution von 1830.

## Ehe und Nachkommen
Am 10. November 1845 heiratete Prinzessin Louise Marie Therese auf Schloss Frohsdorf in Österreich den späteren Herzog Karl III. von Parma (1823–1854), Sohn von Herzog Karl II. von Parma und seiner Gattin Prinzessin Maria Theresia von Sardinien. Nach der Heirat lebten sie in London. Aus der Ehe gingen vier Kinder hervor:
- Margarethe Maria Therese Enrichetta (1847–1893)

⚭ 1867 Infant Karl von Spanien aus dem Haus Bourbon, Herzog von Madrid
- Robert I. Karl Ludwig Maria (1848–1907)

⚭ 1869 Prinzessin Maria Pia von Neapel-Sizilien (1849–1882)
⚭ 1884 Infantin Maria Antonia von Portugal (1862–1959)
- Alicia Maria Carolina Ferdinanda Rachel Filomena (1849–1935)

⚭ 1868 Großherzog Ferdinand IV. der Toskana, Erzherzog von Österreich
- Heinrich Karl Ludwig Georg Abraham Paul Maria (1851–1905)

⚭ 1873 Prinzessin Maria Luisa von Neapel-Sizilien (1855–1874)
⚭ 1876 Infantin Adelgunde von Portugal (1858–1946)